# Coniston (Kumbria)
Coniston – wieś i civil parish w Anglii, w Kumbrii, w dystrykcie (unitary authority) Westmorland and Furness. Leży 59 km na południe od miasta Carlisle i 374 km na północny zachód od Londynu. W 2011 roku civil parish liczyła 928 mieszkańców.